# خلود المعلا
خلود المعلا هي شاعرة إماراتية.

## حياتها
حصلت خلود المعلا على درجة البكالوريوس في الهندسة المعمارية من جامعة الإمارات العربية المتحدة، ثم الماجستير في إدارة المشروعات من بريطانيا، ثم درجة اللليسانس في اللغة العربية من جامعة بيروت. وهي تعمل في وظيفية قيادية في إحدى الهيئات التعليمية الكبرى في الإمارات.

## من مؤلفاتها
- هنا ضيّعت الزمن (مجموعة شعرية، عربية للطباعة والنشر، القاهرة، 1997): وهي مجموعتها الشعرية الأولى.
- وحدك (مجموعة شعرية، الدار المصرية اللبنانية، القاهرة، 1999)
- هاء الغائب (مجموعة شعرية، الفارابي، بيروت، 2003)
- ربما هنا (مجموعة شعرية، الفارابي، بيروت، 2008)
- دون أن أرتوي (قصائد مختارة، مجلة دبي الثقافية، 2011)
- أمسك طرف الضوء (مجموعة شعرية، دار فضاءات، الأردن، 2013)

## ترجمة أعمالها
تُرجمت مختارات من قصائد دواوينها إلى الأسبانية في إصدارين «دون أن أرتوي» (بالإسبانية: Sin saciarme)‏ و«سماء تستحق المطر» (بالإسبانية: Un cielo que merece la lluvia)‏ على يد الدكتور عمرو سيد، وصدرا عن جامعة كوستاريكا وبيت الشعر الكوستاريكي. كما ترجمت الدكتورة عبير عبد الحافظ قصائد مختارة لها بعنوان «أمسك طرف الضوء» إلى الإسبانية بعنوان Al extremo de la luz، وصدرت أيضًا عن جامعة كوستاريكا وبيت الشعر الكوستاريكي.
تُرجمت مختارات من شعر خلود المعلا إلى التركية بعنوان «لا ظل للوردة» (بالتركية: Gülün Gölgesi Yok)، اختارها وترجمها إلى التركية محمد حقي صوتشين، رئيس قسم اللغة العربية بجامعة غازي في أنقرة.

## الجوائز
كرمت من قبل جائزة الشيخ محمد بن راشد المكتوم للسلام في فبراير 2016 مع ثلاثة شعراء من العالم ضمن اليوم العالمي لشعراء السلام
حصلت المعلا على جائزة بندر الحيدري للشعر في مهرجان أصيلة سنة 2008.